# 紀伊宮原駅
紀伊宮原駅（きいみやはらえき）は、和歌山県有田市宮原町滝川原にある、西日本旅客鉄道（JR西日本）紀勢本線（きのくに線）の駅である。

## 歴史
- 1925年（大正14年）12月11日：国鉄紀勢西線の駅として開業[1][3]。
- 1926年（大正15年）8月8日：紀勢西線が当駅から藤並駅まで延伸[1]。途中駅となる。
- 1959年（昭和34年）7月15日：現在の紀勢本線が全通、紀勢本線所属となる[1]。
- 1984年（昭和59年）2月1日：貨物の取り扱いを廃止[3]。
- 1985年（昭和60年）3月14日：荷物扱い廃止[3]。
- 1987年（昭和62年）4月1日：国鉄分割民営化に伴い、西日本旅客鉄道（JR西日本）の駅となる[1][3]。
- 2020年（令和2年）3月14日：ICカード「ICOCA」の利用が可能となる[4][5]。
- 2021年（令和3年）6月1日：この日より終日無人駅となる[6]。

## 駅構造

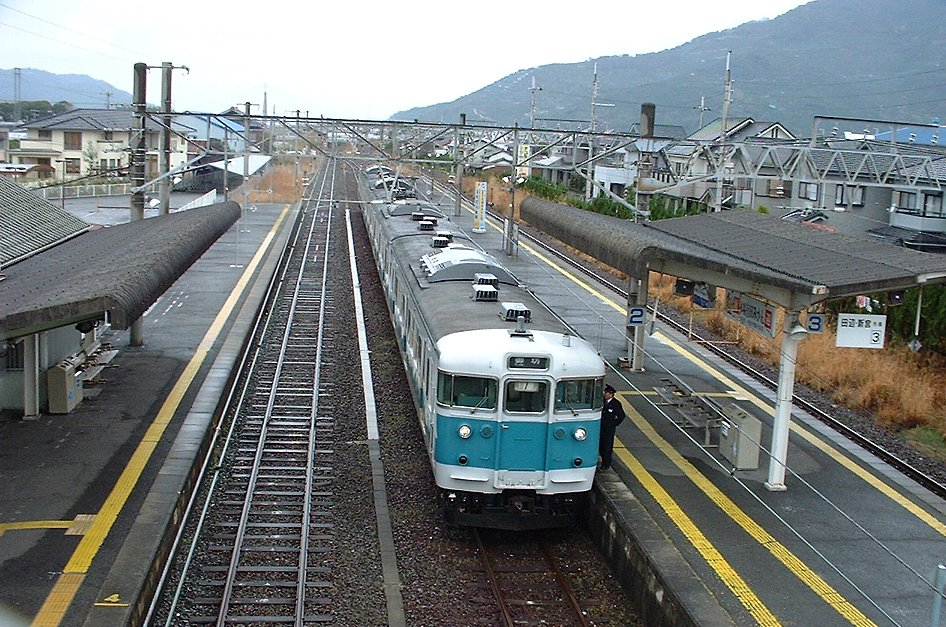
構内 阪和色113系が入線
（※この列車が入線している2番のりばは現在、閉鎖されている）

単式2面2線のホームを有する地上駅。上り電車(新宮方面)は3番のりば、下り電車(和歌山方面)は1番のりばを使用する。かつては単式・島式の複合型2面3線のホームを有する中間待避線構造の駅であったが、中線にあたる2番のりばは2007年までに場内・出発信号機の使用が停止されたのち、ホーム全体にフェンスが設置されて閉鎖となり、線路、架線も取り外され現在は2面2線となっている。駅舎は元々単式であった単式の1番のりば側にあり、3番のりばへは跨線橋で連絡している。また古くからの木造駅舎が残る。
紀伊田辺駅が管理する無人駅。以前はJR西日本メンテックが駅業務を受託する業務委託駅であった。2020年3月14日からICOCAなどの交通系ICカードが利用できるようになった。

### のりば
| のりば | 路線       | 行先               |
| ------ | ---------- | ------------------ |
| 1      | きのくに線 | 和歌山・天王寺方面 |
| 3      | きのくに線 | 御坊・新宮方面     |

- 上表の路線名は旅客案内上の名称（愛称）で表記している。
- 前述の通り、2番のりばは欠番である。

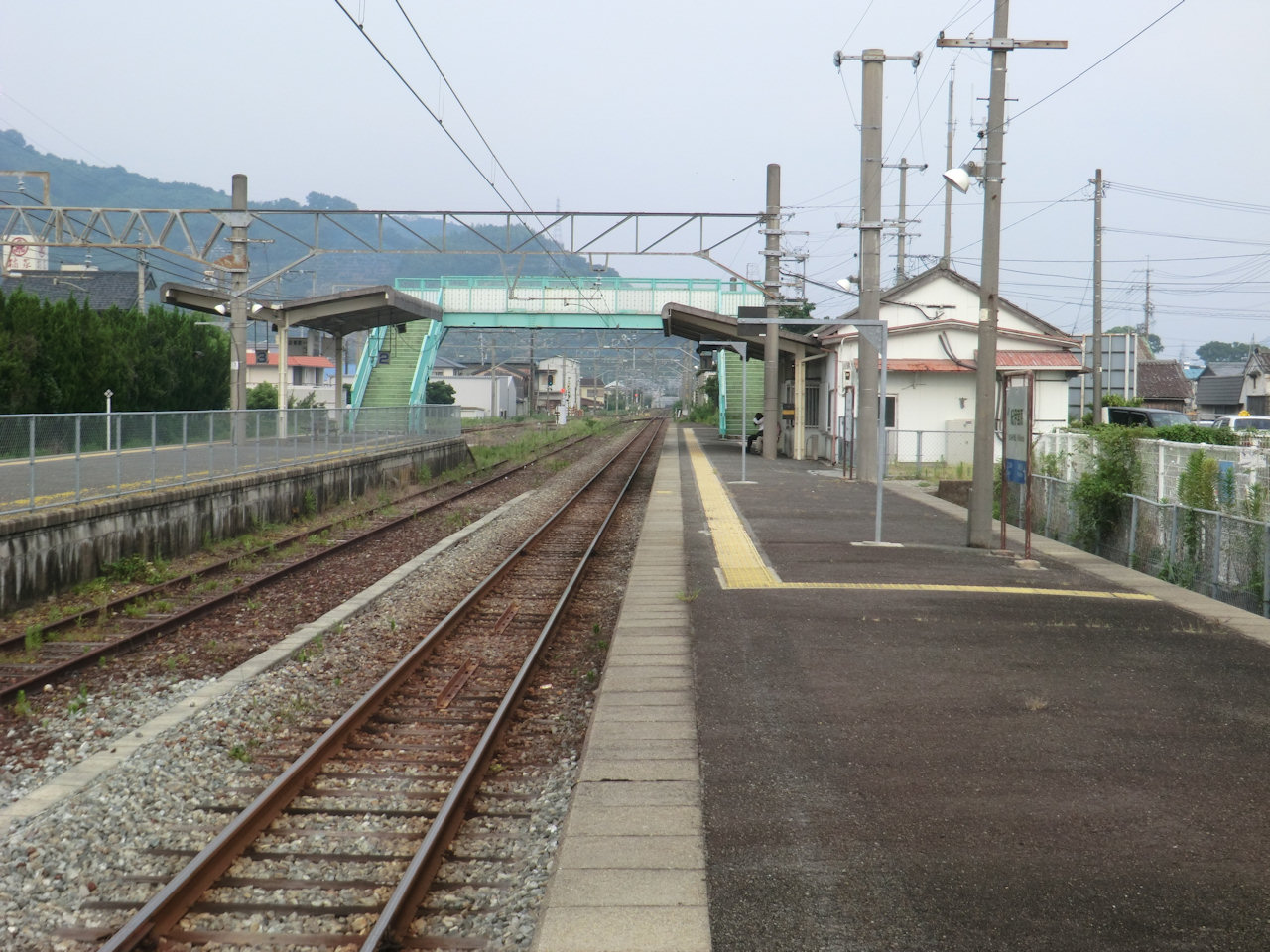
ホーム（2012年7月）

## 利用状況
近年の1日平均乗車人員は以下の通り。
| 年度   | 1日平均 乗車人員 |
| ------ | ---------------- |
| 1998年 | 818              |
| 1999年 | 775              |
| 2000年 | 748              |
| 2001年 | 739              |
| 2002年 | 695              |
| 2003年 | 684              |
| 2004年 | 683              |
| 2005年 | 643              |
| 2006年 | 611              |
| 2007年 | 579              |
| 2008年 | 555              |
| 2009年 | 522              |
| 2010年 | 528              |
| 2011年 | 530              |
| 2012年 | 538              |
| 2013年 | 586              |
| 2014年 | 605              |
| 2015年 | 623              |
| 2016年 | 613              |
| 2017年 | 605              |
| 2018年 | 599              |
| 2019年 | 590              |
| 2020年 | 506              |
| 2021年 | 509              |
| 2022年 | 500              |

## 駅周辺
- 和歌山県立箕島高等学校宮原校舎
- 有田市立文成中学校
- 有田市立宮原小学校
- 有田市立宮原保育所
- 日本郵便 宮原郵便局
- JAありだ宮原支所
- ホームプラザナフコ和歌山有田店
- ケーズデンキ有田店
- ワークマン有田店
- 熊野古道ふれあい広場
- 宮原の渡し跡
- くまの古道歴史民俗資料館
- 有田川
- 国道480号
- 国道42号

## 隣の駅
西日本旅客鉄道（JR西日本）
 きのくに線（紀勢本線）
■快速
通過
■普通（阪和線内で直通快速または紀州路快速となる列車を含む）
藤並駅 - 紀伊宮原駅 - 箕島駅